# Mitno
Mitno (en rus: Мытно) és un poble de l'óblast de Nóvgorod, a Rússia, segons el cens del 2010 tenia 69 habitants.